# چارلی پوث
چارلز اُتو پوث جونیور (انگلیسی: Charles Otto Puth Jr؛ زادهٔ ۲ دسامبر ۱۹۹۱) که با نام چارلی پوث (انگلیسی: Charlie Puth) شناخته می‌شود خواننده، ترانه‌سرا و تهیه‌کنندهٔ موسیقی اهل ایالات متحده آمریکا است. وی از سال ۲۰۱۱ میلادی تاکنون مشغول فعالیت بوده‌است. همکاری او با ویز خلیفا در ترانه «دوباره می‌بینمت» سبب شهرت و شناخته شدن او شد؛ همچنین ترانه «ماروین گی» از وی با مگان ترینر، «دیگه با هم حرف نمی‌زنیم» با سلنا گومز و ترانه «توجه» از دیگر کارهای معروف او است. اولین آلبوم استودیویی چارلی پوث به نام ناین ترک مایند در ژانویهٔ ۲۰۱۶ منتشر شد.

## اوایل زندگی
چارلز اُتو پوث جونیور شناخته شده با نام چارلی پوث زادهٔ ۲ دسامبر ۱۹۹۱ در ایالت نیوجرسی آمریکاست.
وی از پدری کاتولیک به نام چارلز پوث سنیور (چاک) و مادری یهودی به نام دبرا می‌باشد. او یک خواهر و برادر دوقلو به نام‌های میکاییلا و استیفن پوث دارد و نام سگش چارلی جونیور جونیور است. وی از سال ۲۰۱۱ میلادی تاکنون مشغول فعالیت بوده‌است.
مادر چارلی، او را به موسیقی کلاسیک معرفی کرد و از ۴ سالگی به او آموزش پیانو داد. او از سن ۱۰ سالگی در حال تحصیل در جاز بود و در یک گروه جاز به نام تابستان جوانی در یک کالج تئاتر کمدی در red bank ایالت نیوجرسی بود. او در سن ۱۲ سالگی توسط The Count Basie Theatre استخدام شد تا در تولید چارلی براون بازی کند. او در کلاس ششم اولین آلبوم خود را به نام Have a Merry Charlie Christmas که خود ضبط و تولید کرده بود را به فروش رساند و درآمدی ۶۰۰ دلاری داشت. قبل ار فارغ‌التحصیلی از دبیرستان منطقه ای Rumson-Fair در سال ۲۰۱۰، در مدرسه صلیب مقدس رامسون و همچنین در Rumson School Distric حضور داشت. پوت در سال ۲۰۱۳ از کالج موسیقی برکلی فارغ‌التحصیل شد، زمانی که او در تولید و مهندسی موسیقی تخصص داشت.

### زخم ابرو
چارلی در ماه دسامبر در صفحه توئیتر شخصیش نوشت که در سن دو سالگی توسط یک سگ مورد حمله قرار گرفته‌است و از ناحیه ابرو دچار آسیب شده‌است. همچنین اشاره کرد که تا آخر عمر این زخم را به یادگار خواهد داشت.

## حرفه

### ۲۰۰۹–۲۰۱۴: شروع کار
در سپتامبر ۲۰۰۹، کانال یوتیوب خود را به نام «چارلیز ولاگ»، با پست کردن فیلم‌های کمدی و کاورهای آکوستیک آغاز کرد. در سال ۲۰۱۰، پوت موزیک ویدئویی از اولین آهنگش را منتشر کرد: «اینها سایه‌های سکسی من هستند». در دسامبر ۲۰۱۰، او اولین نسخه از آهنگ خود را، با نام «آهنگ اوتو» به عنوان یک اثر مستقل منتشر کرد. در سال ۲۰۱۱، او در یک رقابت ویدیویی آنلاین با حمایت پرز هیلتون، با نام "آیا می‌توانید بخوانید؟''، با اجرای آهنگ یکی مثل تو از ادل همراه با امیلی لوتر برنده شد. در همان سال الن دی نجرس اعلام کرد که پس از دیدن عملکرد چارلی و امیلی نام آن هارا در رکورد خود به نام «یازده یازده» اضافه می‌کند. پوث آهنگش را در الن شو اجرا کرد. در دسامبر ۲۰۱۲ وی یک تک آهنگ رو به پیشرفت را به نام «دوباره شکستن» همراه با امیلی لوتر  منتشر کرد. موزیک ویدیو این آهنگ چند روز بعد منتشر شد. در ۲۵ ژانویه ۲۰۱۲، پوث و لوتر این آهنگ و آهنگ ''الان نیازمند تو هستم''از گروه آمریکایی لیدی آنتبلوم را در نمایش الن شو اجرا کردند. پوث همچنین در اکتبر ۲۰۱۲ در یک رویداد از ''دی کی ام اس'' حذف سرطان خون، بزرگترین مرکز اهدا کننده مغز استخوان در جهان، شرکت کرد.پوث در اواخر سال 2011 رکورد ''یازده یازده '' را ترک کرد.
او در ۲۳ اکتبر ۲۰۱۳، دومین آهنگ مستقل خود، به نام ''خود'' را به صورت آنلاین پخش کرد. پوث به تولید و نوشتن آهنگ برای شخصیت‌های دیگر یوتیوب نسبت داده شد. او تم آهنگی را برای شین داوسن و دوستانش، مقدمه برای فیلم‌ها شترداران از خانواده ویلوگر و یک آهنگ برای تور و فیلم گروه یوتیوب زندگی دوم ما و همچنین چندین تک آهنگ برای اعضای زندگی ما ریکی دیلون نوشت. در سال ۲۰۱۴ او آهنگ "L.U.V." را منتشر کرد. موزیک ویدیو این آهنگ توسط اندرو والنتین کارگردانی شد. در همان سال، آهنگ «جشن گرفتن» را در هشتمین آلبوم استودیویی جهانی شدن نوشت.

### ۲۰۱۵–۲۰۱۶: «دوباره می‌بینمت» و نه آهنگ ذهنی
در اوایل سال ۲۰۱۵، پوث با آتلانتیک به توافق رسید و آهنگ‌های قبلیش از آی تونز حذف شد. در ماه فوریه سال ۲۰۱۵، پوث نخستین تک آهنگ «ماروین گای» را منتشر کرد که همراه با مگان ترینر، خواننده و ترانه‌سرای آمریکایی بود. این آهنگ در استرالیا موفق به تأیید ۲ × پلاتین شد، دربالارین چارت نیوزیلند، ایرلند و بریتانیا بقرار گرفت و در شماره ۲۱ از ۱۰۰آهنگ داغ بیلبورد در ایالات متحده آمریکا قرار گرفت. او بر روی یک آهنگ با ویز خلیفا به نام «دوباره می‌بینمت»، برای ادای احترام به مرحوم پل واکر، که در متن آهنگ فیلم سریع و خشن۷ قرار داشت، همکاری کرد. در حالی که خلیفا متن آهنگ رپ را نوشت، بقیه آهنگ به پوث داده شده‌است. این آهنگ قله دار ۱۰۰آهنگ داغ نمودار برای ۱۲ هفته متوالی بود.''دوباره میبینمت'' نامزد دریافت سه جایزه گرمی شد: آهنگ سال، بهترین پاپ و عملکردگروه و بهترین آهنگ نوشته شده برای رسانه‌های ویژوال. همچنین برای آهنگ سال برای جوایز موسیقی بی‌بی‌سی انتخاب شد و برای جایزه گلدن گلوب برای بهترین ترانه اصلی در هفتادوسومین گلدن گلوب نامزد دریافت جایزه شد. او آهنگ «حرکت آهسته» را برای تری سونگز تولید و با جیسون درولو و لیل وین تنظیم کرده‌است.
پوث به عنوان نقش عاشق مگان ترینر در موزیک ویدیو ''شوهر عزیز آینده'' او منتشر شده در مارس ۲۰۱۵ به ایفای نقش پرداخت. در این ویدئو، او با پوث در یک سرویس دوستیابی آنلاین ملاقات می‌کند و با پیتزا به خانه ترینر می‌آید، که موفق می‌شود او را تحت تأثیر قرار دهد. در ۱ ماه مه سال ۲۰۱۵ برخی از انواع عشق را منتشر کرد. در ژوئن سال ۲۰۱۵، وی نسخه تبلیغاتی «چیزی جز مشکل» را با لیل وین، منتشر کرد. در سال ۲۰۱۵، پوث با چندین آلبوم دیگر هنرمندان همکاری کرد. او در آهنگ ''ورشکسته''و ''رسیدن'' جیسون درولو در آلبوم ''همه چیز اینجاست4'' در تولید و نوشتن همکاری کرد. او همچنین در نوشتن آهنگ ''گزاف'' از بانی مک کی در آلبوم ''همان عنوان'' همکاری کرد.
پیش سفارشات برای اولین آلبوم استودیویی پوث ''نه ترک ذهنی'' در تاریخ ۲۰ اوت ۲۰۱۵، همراه با تک آهنگ دوم «یک تماس دور» آغاز شد. این آهنگ شماره ۱۲ در ایالات متحده، ۲۶ در انگلستان و ۴ در استرالیا را به دست آورد. از ماه فوریه ۲۰۱۶، این آهنگ ۵۱۳٬۷۰۰ نسخه در داخل کشور فروخته‌است. پوث ریمیکس آهنگی با نام «یک تماس دور» را منتشر کرد، شامل ریرهای آمریکایی تیگا و تی دولا ساین، هنرمند ضبط کننده کشور و برت الردرج و صوفیا ریس خواننده مکزیکی.

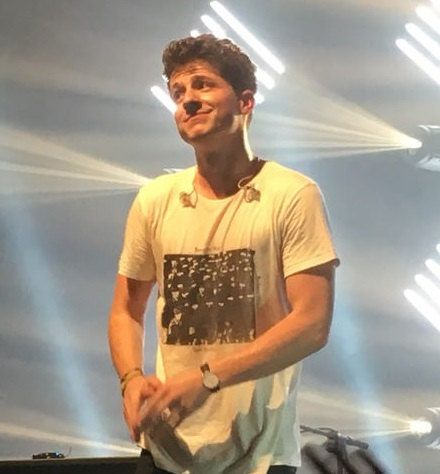
پوث در سال ۲۰۱۶

اولین آلبوم او «نه ترک ذهنی»، در تاریخ ۲۹ ژانویه ۲۰۱۶ منتشر شد. این آلبوم در رتبه سوم در انگلیس شروع به کارکرد. آلبوم شماره ۶ در۲۰۰آلبوم برتر بیلبورد و نمره ۳۷ از ۱۰۰ در متاکریتیک را بدست آورده‌است، و بدترین آلبوم بازبینی شده در سایت است. پوث اولین کنسرت زنده خود، در «تور نه ترک ذهنی» در مارس ۲۰۱۶ آغاز کرد.
در سال ۲۰۱۶، پوث اولین موسیقیدان بود که قراردادی را با موزیک آلمانی، یک شرکت تابعه ارز آلمانی امضا کرد.

### ۲۰۱۷-در حال حاضر: یادداشت‌های صوتی
در ۲۱ آوریل ۲۰۱۷، پوث آهنگ ''توجه''از دومین آلبوم استودیویی خود به نام ''یادداشت های صوتی '' که در ۱۱ می ۲۰۱۸ منتشر شد را عرضه کرد. خواننده اظهار داشته‌است که این آلبوم از ابتدا با انگیزه ای از «روایت‌های عاشقانه»، شروع شده‌است. تک آهنگ دوم از ''یادداشت های صوتی''،با نام ''چقدر ''در ۵ اکتبر ۲۰۱۷ منتشر شد.
او همچنین با یک هدف با لیام پین در آهنگ ''کف تاق خواب''همکاری کرد. در ۴ ژانویه ۲۰۱۸، پوث اولین آهنگ تبلیغاتی «اگه الان من را ترک کنی» را با Boyz II Men منتشر کرد. در ۱۵ مارس سال ۲۰۱۸، «برای من انجام بده» به عنوان سومین آهنگ از آلبوم خود را منتشرکرد. در ۲۵ مارس ۲۰۱۸، پوت منتشر کرد چهارمین آهنگ را «تغییر». یک روز قبل، پوت این آهنگ را در رویداد مارس برای زندگی ما در لس آنجلس خواند. این آلبوم همچنین شامل آهنگ‌های «راهی که من هستم» و «بیمار» است.
وی در تاریخ ۲۴ ژوئن سال ۲۰۲۲ با همکاری جانگ کوک عضو گروه بی تی اس ترک Left and Right را منتشر کرد که در کمتر از ۲۴ ساعت به ۱۰ میلیون بازدید رسید

## آلبوم‌شناسی
- ناین ترک مایند (۲۰۱۶)
- یادداشت‌های صوتی (۲۰۱۸)
- چارلی (۲۰۲۲)

## فیلم‌شناسی

### تلویزیون
| سال انتشار | عنوان اصلی     | نقش                    | توضیحات                                          |
| ---------- | -------------- | ---------------------- | ------------------------------------------------ |
| ۲۰۱۶       | Undateable     | خودش                   | قسمت :"A New Year's Resolution Walks Into a Bar" |
| ۲۰۱۶       | The Voice      | مشاور / مأمور راهنمایی | فصل ۱۱                                           |
| ۲۰۱۷       | Life in Pieces | خودش                   | قسمت :"Facebook Fish Planner Backstage"          |
| ۲۰۱۷       | Drop the Mic   | خودش                   | همراه با Backstreet Boys                         |

### وب
| سال انتشار | عنوان اصلی     | نقش          | مرجع                                                    |
| ---------- | -------------- | ------------ | ------------------------------------------------------- |
| ۲۰۰۹–۲۰۱۳  | Charlies Vlogs | خودش         |                                                         |
| ۲۰۱۱       | Can You Sing?  | مشارکت کننده |                                                         |
| ۲۰۱۸       | Sugar          | خودش         | قسمت: "چارلی پوت" برای طرفدارانش در روز تولد ۱۷ سالگی " |

## جوایز
| سال  | مراسم                                       | جایزه                                                                             | کار نامزد شده                                 | نتیجه    |
| ---- | ------------------------------------------- | --------------------------------------------------------------------------------- | --------------------------------------------- | -------- |
| ۲۰۱۵ | جایزه انتخاب نوجوان                         | موسیقی انتخاب شده: R&B/Hip-Hop Song                                               | See You Again                                 | پیروز    |
| ۲۰۱۵ | جایزه انتخاب نوجوان                         | انتخاب موسیقی تلویزیون یا آهنگ فیلم                                               | see you again                                 | پیروز    |
| ۲۰۱۵ | جایزه انتخاب نوجوان                         | انتخاب موسیقی: همکاری                                                             | see you again                                 | نامزدشده |
| ۲۰۱۵ | جوایز MTV Europe                            | بهترین آهنگ و بهترین همکاری                                                       | see you again                                 | نامزدشده |
| ۲۰۱۵ | جوایز موسیقی آمریکایی                       | آهنگ سال و همکاری سال                                                             | see you again                                 | نامزدشده |
| ۲۰۱۵ | موسیقی هالیوود در جوایز رسانه               | آهنگ - فیلم                                                                       | see you again                                 | پیروز    |
| ۲۰۱۶ | جایزه انتخاب فیلم از نظر منتقدین            | بهترین آهنگ                                                                       | see you again                                 | پیروز    |
| ۲۰۱۶ | جایزه گلدن گلوب                             | بهترین آهنگ اصلی                                                                  | see you again                                 | نامزدشده |
| ۲۰۱۶ | جوایز گرمی                                  | بهترین آهنگ نوشته شده برای رسانه‌های ویژوال و بهترین آهنگ سال و بهترین همکاری گروه | see you again                                 | نامزدشده |
| ۲۰۱۶ | جوایز انتخابی کودکان و نوجوانان Nickelodeon | بهترین همکاری                                                                     | see you again                                 | پیروز    |
| ۲۰۱۶ | جوایز موسیقی رادیو دیزنی                    | هنرمند برک آوت سال                                                                | خودش                                          | نامزدشده |
| ۲۰۱۶ | جوایز موسیقی رادیو دیزنی                    | بهترین آهنگ                                                                       | One Call Away                                 | نامزدشده |
| ۲۰۱۶ | جوایز موسیقی iHeartRadio                    | بهترین همکاری و ترانه و بهترین آهنگ از یک فیلم                                    | see you again                                 | نامزدشده |
| ۲۰۱۶ | جوایز موسیقی بیلبورد                        | فروش بالا آهنگ، اآهنگ عالی (ویدیو)، آهنگ رادیویی عالی                             | see you again                                 | نامزدشده |
| ۲۰۱۶ | جوایز موسیقی بیلبورد                        | صد آهنگ برتر و آهنگ رپ                                                            | see you again                                 | پیروز    |
| ۲۰۱۶ | جوایز انتخاب نوجوانان                       | هنرمند برک آوت و مرد هنرمند                                                       | خودش                                          | نامزدشده |
| ۲۰۱۶ | جوایز انتخاب نوجوانان                       | انتخاب موسیقی تنها: مرد                                                           | One Call Away                                 | نامزدشده |
| ۲۰۱۶ | جوایز انتخاب نوجوانان                       | آهنگ شکستن                                                                        | We Don't Talk Anymore                         | نامزدشده |
| ۲۰۱۶ | MTV Europe Music Awards                     | بهترین قانون فشار                                                                 | خودش                                          | نامزدشده |
| ۲۰۱۶ | Telehit Awards                              | مرد تک خوان سال                                                                   | خودش                                          | نامزدشده |
| ۲۰۱۶ | جوایز نمودار Gaon                           | صعود ستاره بین‌المللی سال                                                          | چارلی پوث                                     | پیروز    |
| ۲۰۱۷ | جوایز موسیقی MTV Video                      | بهترین همکاری                                                                     | "We Don't Talk Anymore" (همراهی با سلنا گومز) | نامزدشده |
| ۲۰۱۷ | BreakTudo Awards 2017                       | بهترین هنرمند مرد بین‌المللی                                                       | Attention                                     | نامزدشده |
| ۲۰۱۷ | Telehit Awards                              | مرد تکنواز سال                                                                    | خودش                                          | نامزدشده |
| ۲۰۱۸ | جوایز موسیقی بیلبورد                        | آهنگ رادیویی برتر                                                                 | Attention                                     | نامزدشده |
| ۲۰۱۸ | جوایز انتخاب نوجوانان                       | هنرمند مذکر                                                                       | Attention                                     | نامزدشده |
| ۲۰۱۸ | MBC Plus X Genie Music Awards               | بهترین هنرمند پاپ                                                                 | خودش                                          | پیروز    |

## تور کنسرت

### عنوان
- تور Nine Track Mind Tour در سال ۲۰۱۶
- Don't Talk تور در سال ۲۰۱۶
- Voicenotes تور در سال ۲۰۱۸

### عنوان کمپانی
- تورJingle Ball در سال ۲۰۱۵(با هنرمندان مختلف)
- تورJingle Ball در سال ۲۰۱۶(با هنرمندان مختلف)
- تور رقص تابستانی در سال ۲۰۱۷(با هنرمندان مختلف)
- تورJingle Ball در سال ۲۰۱۷(با هنرمندان مختلف)

### پشتیبانی
- تور جهانی روشن (شان مندز)

## نگارخانه

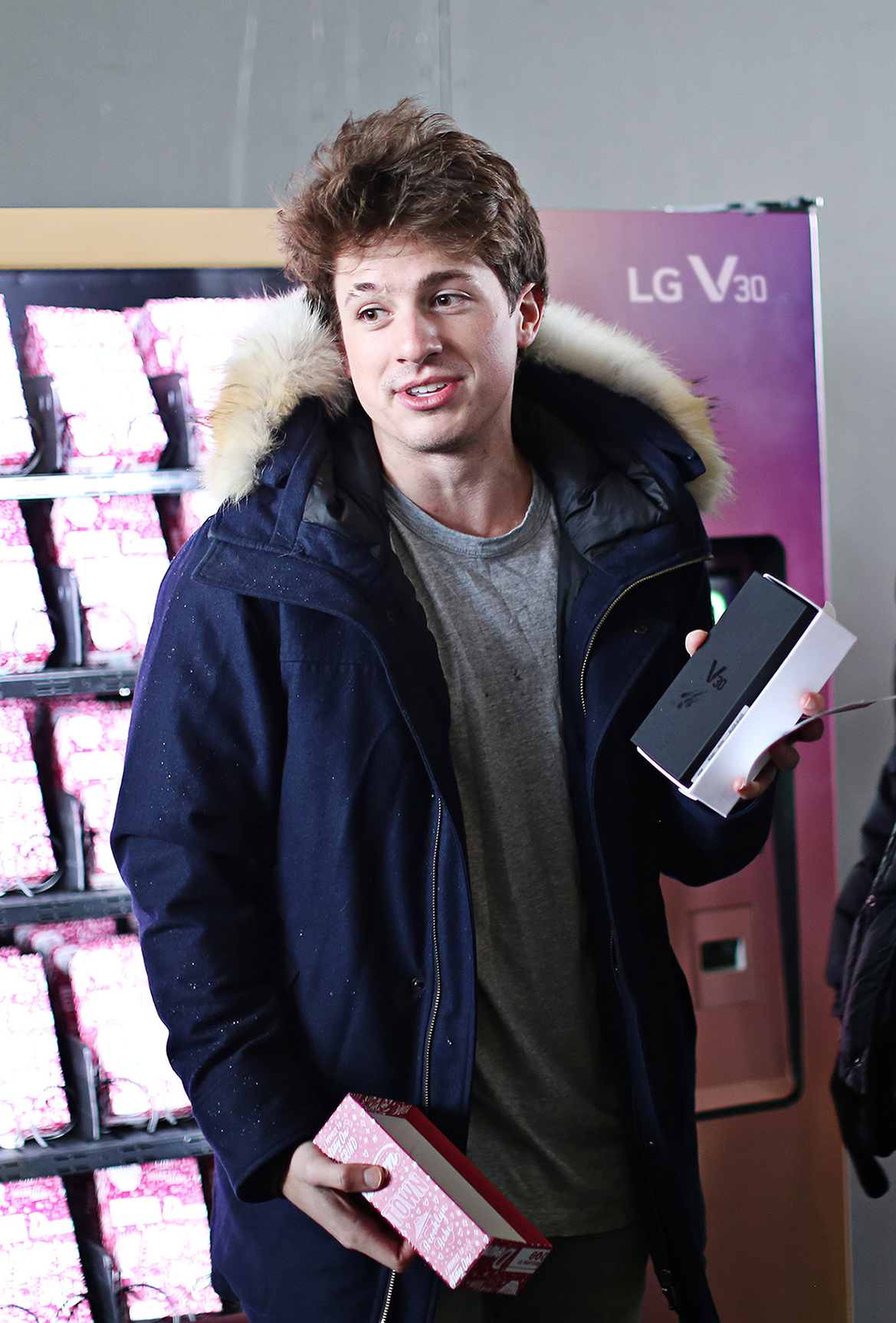
پوث در سال ۲۰۱۷
چارلی پوث و ویز خلیفا